# 長鎖アルデヒドデヒドロゲナーゼ
長鎖アルデヒドデヒドロゲナーゼ（long-chain-aldehyde dehydrogenase）は、シェーグレン-ラルソン症候群に関連する酵素である。
長鎖アルデヒド + NAD+ + H2O {\displaystyle \rightleftharpoons } 長鎖カルボン酸 + NADH + 2H+